# سیارک ۳۱۱۴۷
سیارک ۳۱۱۴۷ (به انگلیسی: 31147 Miriquidi، نامگذاری:1997UA4) سی و یک هزار و صد و چهل و هفتمین سیارک کشف شده‌است که در ۲۲ اکتبر ۱۹۹۷ کشف شد.